# Hansenium tropex
Hansenium tropex is een pissebed uit de familie Stenetriidae. De wetenschappelijke naam van de soort is voor het eerst geldig gepubliceerd in 1999 door Bolstad & Kensley.